# Deflektor (akcelerator)

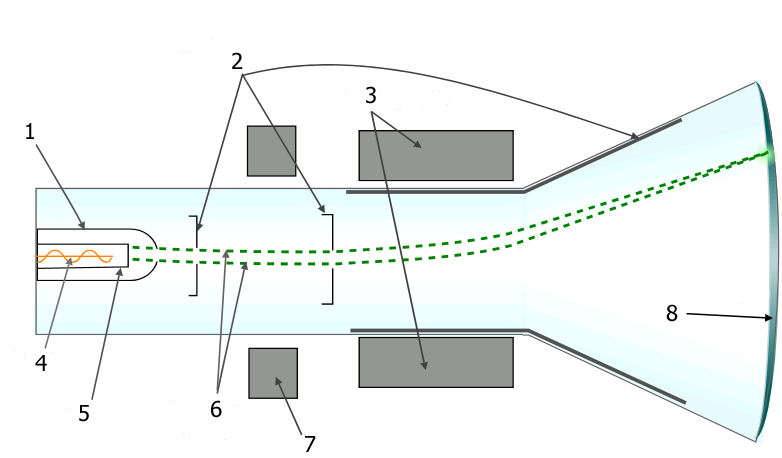
Cewki deflektora (3) w konstrukcji kineskopu.

Deflektor (odchylacz) – element akceleratora służący do kierowania i odchylania wiązki cząstek. Odchylanie odbywa się zwykle za pomocą dodatkowego pola elektrycznego lub magnetycznego przecinającego tor ruchu wiązki.